# Bernhard Egger (Politiker, 1866)
Bernhard Egger (* 26. Mai 1866 in Kerschbaum, Gemeinde Greifenburg, Kärnten; † 27. Februar 1950 in Obergottesfeld, Kärnten) war ein österreichischer Politiker der Großdeutschen Volkspartei (GdP) und später ohne Klubzugehörigkeit.

## Ausbildung und Beruf
Nach dem Besuch der Volksschule wurde er Landwirt.

## Politische Funktionen
- Abgeordneter zum Kärntner Landtag
- Erster Gemeinderat von Radlach
- Bezirksschulrat von Radlach
- Aufsichtsrat der Kärntner Bank
- Obmann des Greifenburger Bauernvereins

## Politische Mandate
- 4. März 1919 bis 9. November 1920: Mitglied der Konstituierenden Nationalversammlung, GdP
- 10. November 1920 bis 3. Oktober 1922: Mitglied des Nationalrates (I. Gesetzgebungsperiode), ohne Klubzugehörigkeit